# جیمز وارد پکارد
جیمز وارد پکارد (انگلیسی: James Ward Packard؛ ۵ نوامبر ۱۸۶۳ – ۲۰ مارس ۱۹۲۸) کارآفرین، بازرگان و مدیر ارشد اجرایی آمریکایی بود، که در سال ۱۸۹۹ شرکت پکارد را با مشارکت برادرش ویلیام دود پکارد تأسیس نمود.